# Ricardo Serna
 (septembre 2014).
Si vous disposez d'ouvrages ou d'articles de référence ou si vous connaissez des sites web de qualité traitant du thème abordé ici, merci de compléter l'article en donnant les références utiles à sa vérifiabilité et en les liant à la section « Notes et références ».
Ricardo Serna Orozco, né le 21 janvier 1964 à Séville (Andalousie, Espagne), est un footballeur international espagnol qui jouait au poste de défenseur.

## Biographie

### En club
Ricardo Serna joue avec le Séville FC entre 1982 et 1988.
En 1988, il est recruté par le FC Barcelone où vient d'arriver l'entraîneur Johan Cruijff. Serna passe quatre saisons au Barça avec qui il remporte notamment la Coupe d'Espagne en 1989, le championnat d'Espagne en 1991 et la Coupe d'Europe en 1992.
En 1992, il rejoint pendant deux saisons le Deportivo La Corogne, puis en 1994 le RCD Majorque et en 1995 Grenade CF.
Ricardo Serna joue sa dernière saison avec l'AD Ceuta en 1996-1997.
Tambien fui entrenador de (IRT club de Tanger)en el norte de marueccos en años 2004..

### Équipe nationale
Ricardo Serna joue six matchs en équipe d'Espagne entre 1988 et 1990. 
Il débute le 21 décembre 1988 à Séville face à l'Irlande du Nord.

## Palmarès
Avec le FC Barcelone :
- Vainqueur de la Coupe d'Europe des clubs champions en 1992
- Vainqueur de la Coupe des coupes en 1989
- Champion d'Espagne en 1991 et 1992
- Vainqueur de la Coupe d'Espagne en 1990
- Vainqueur de la Supercoupe d'Espagne en 1991 et 1992
- Vainqueur de la Supercoupe de l'UEFA en 1989